# Palazzo Carafa di Santa Severina
Le palazzo Carafa di Santa Severina (ou Carafa della Spina a Pizzofalcone) est un palais de Naples situé via Egiziaca a Pizzofalcone au numéro 44, dans le quartier de San Ferdinando sur la colline de Pizzofalcone. 

## Histoire
Le palais est construit à partir de 1512 à la commande d'Andrea Carafa della Spina, comte de Santa Severina sur des terrains acquis en 1509 qui appartenaient aux moines du couvent Saint-Pierre-et-Saint-Sébastien. Il ordonne que « soit construite une maison fortifiée dans de délicieux jardins avec de vastes appartements donnant aux quatre vents (...) afin de bien profiter des quatre saisons ».
À la mort de Carafa en 1526, le palais avec son grand parc est acquis par Francesco Loffredo; puis le fils de ce dernier, Ferrante, marquis de Trevico, en hérite et le fait agrandir et somptueusement décorer.
Ce fut le premier palais nobiliaire de l'endroit, mais ensuite d'autres seigneurs y font construire de grandes demeures sur la collines.
En 1651, le vice-roi, le comte d'Oñate, achète le palais pour le compte de la couronne. Il est affecté au casernement des militaires espagnols avant qu'ils ne soient installés dans les nouveaux Quartiers Espagnols. La militarisation de la zone continue jusque vers 1670 et la grande caserne de Pizzofalcone, dite Gran Quartiere di Pizzofalcone, est construite à l'emplacement des jardins. 
Le palais accueille à partir de 1808 la Bibliothèque militaire et l'office topographique du royaume des Deux-Siciles. Après l'Unité italienne, il abrite les Archives militaires. Aujourd'hui il accueille la section militaire des Archives d'État de Naples.  

## Source de la traduction
- (it) Cet article est partiellement ou en totalité issu de l’article de Wikipédia en italien intitulé « Palazzo Carafa di Santa Severina » (voir la liste des auteurs).